# Джонсон (округ, Техас)
Шаблон:StateAbbr_ 32°23′ пн. ш. 97°22′ зх. д. / 32.38° пн. ш. 97.36° зх. д.
Округ Джонсон (англ. Johnson County) — округ (графство) у штаті Техас, США. Ідентифікатор округу 48251.

## Історія
Округ утворений 1854 року.

## Демографія
За даними перепису 2000 року загальне населення округу становило 126811 осіб, зокрема міського населення було 69377, а сільського — 57434. Серед мешканців округу чоловіків було 63314, а жінок — 63497. В окрузі було 43636 домогосподарств, 34440 родин, які мешкали в 46269 будинках. Середній розмір родини становив 3,2.
Віковий розподіл населення поданий у таблиці:
| Стать    | До 15 років | 15-21 | 22-29 | 30-39 | 40-49 | 50-65 | 65-85 | Понад 85 |
| -------- | ----------- | ----- | ----- | ----- | ----- | ----- | ----- | -------- |
| Чоловіки | 15441       | 6973  | 6200  | 9827  | 9926  | 9542  | 5027  | 378      |
| Жінки    | 14602       | 6356  | 6221  | 9753  | 9702  | 9623  | 6235  | 1005     |

## Суміжні округи
- Таррант — північ
- Даллас — північний схід
- Елліс — схід
- Гілл — південь
- Боскі — південний захід
- Сомервелл — південний захід
- Гуд — захід
- Паркер — північний захід

## Виноски
1. ↑  http://www.tshaonline.org/handbook/online/articles/hcj08
2. ↑  U.S. Decennial Census. United States Census Bureau. Архів оригіналу за 26 квітня 2015. Процитовано 2 травня 2015.
3. ↑  Texas Almanac: Population History of Counties from 1850–2010 (PDF). Texas Almanac. Архів (PDF) оригіналу за 26 лютого 2015. Процитовано 2 травня 2015.
4. ↑  State & County QuickFacts. United States Census Bureau. Архів оригіналу за 18 жовтня 2011. Процитовано 18 грудня 2013.(англ.) Наведено за англійською вікіпедією.
5. ↑  American FactFinder. Бюро перепису населення США. Архів оригіналу за 21 травня 2008. Процитовано 31 січня 2008.

| США | Це незавершена стаття з географії США. Ви можете допомогти проєкту, виправивши або дописавши її. |